# Gabriel-Grégoire Bourdeau de Lajudie
Gabriel-Grégoire Bourdeau de Lajudie (11 janvier 1788, Limoges - 8 octobre 1877, Limoges), est un homme politique français.

## Biographie
Parent du ministre Pierre-Alpinien Bourdeau, il est propriétaire dans la ville de Limoges, et y remplit les fonctions de receveur de l'hospice. 
Le 3 juillet 1830, il est élu député de la Haute-Vienne, au collège de département. Il vote pour l'avènement de Louis-Philippe, et prête, dès le 11 août, le serment de fidélité « au roi, à la charte constitutionnelle et aux lois du royaume. » 
Il n'est pas réélu en 1831.

## Source
- « Gabriel-Grégoire Bourdeau de Lajudie », dans Adolphe Robert et Gaston Cougny, Dictionnaire des parlementaires français, Edgar Bourloton, 1889-1891 [détail de l’édition]